# Taggle rope
La taggle rope ou death-ride (« course de la mort ») en anglais, est un système de transport d’une personne le long d’un ou deux câbles ou cordes parallèles superposés ou d'un câble, plus inclinés qu'une tyrolienne, de pente allant d'environ 30° à 45° et tendus entre deux points de forte dénivellation.
La descente rapide s'effectue sur un ou deux câbles parallèles superposés, par gravité, directement par glissement du mousqueton sur les câbles. Par comparaison, la tyrolienne est dans l'ensemble moins inclinée, voire horizontale, utilise une poulie et s'effectue généralement sur un seul câble.
Le freinage s'effectue par la diminution de la pente voire remontée en fin de trajet si les câbles sont moins tendus et incurvés, ainsi qu'à une augmentation de l'espacement entre les deux câbles (10 cm au départ du parcours, 60 cm à l'arrivée), devenant plus grand que la taille du mousqueton et le freinant par frottement et blocage.

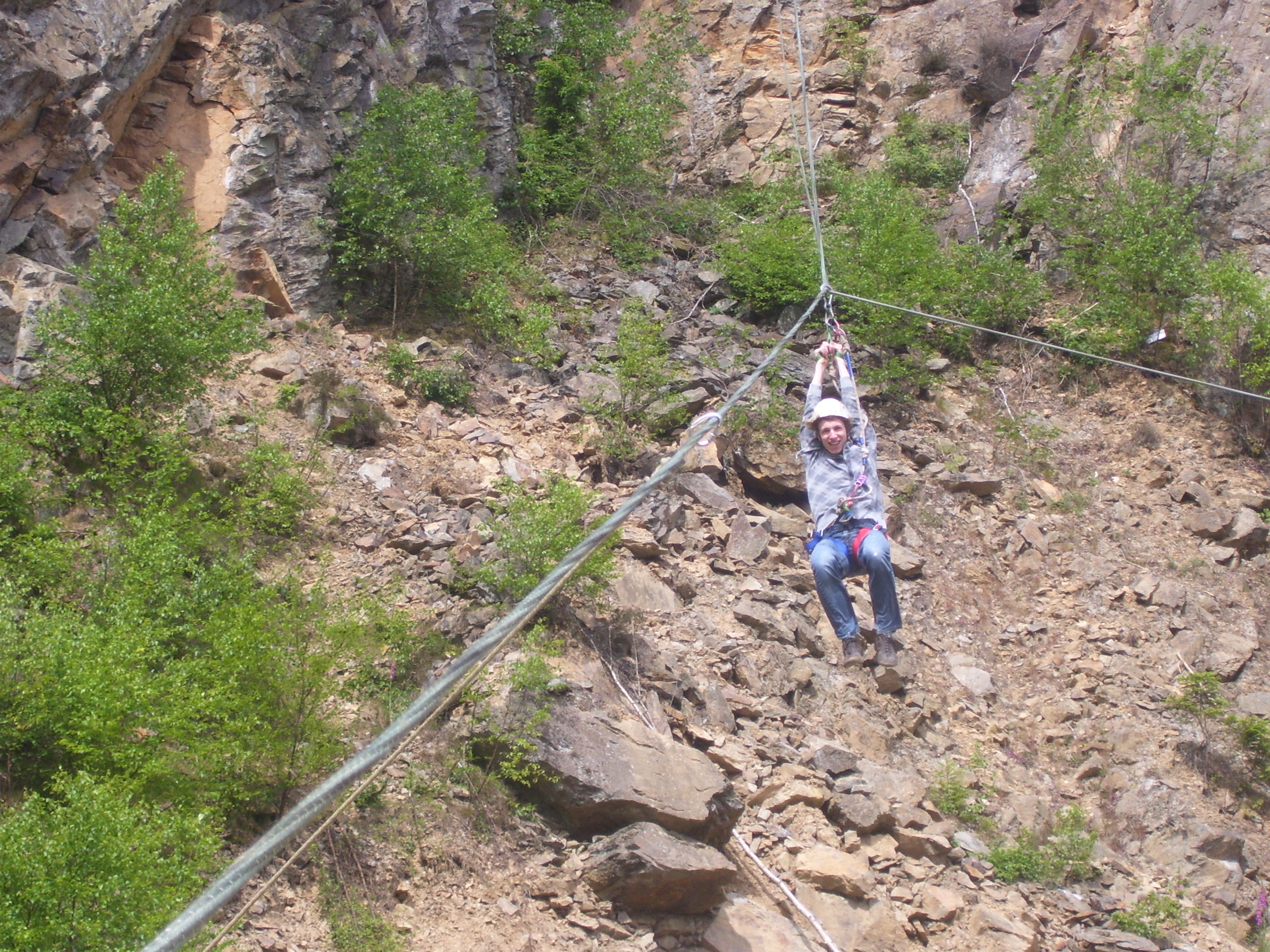
death-ride au Parc Aventure Bouillon en Belgique.

## Utilisation
- Usage militaire : la technique est utilisée par les armées belges et britanniques
- Usage en spéléologie ou alpinisme
- Usage en tant qu’attraction ludique

## Origine
Cette pratique destinée à l'origine pour les "parcours du risque" militaires ou les exercices type commando, est toujours utilisée en tant que tel actuellement. Elle a été ensuite étendue progressivement aux loisirs à sensations.
Initialement, le death-ride consistait en une corde tendue du sommet d’une falaise jusqu’à son pied, permettant à un nombre élevé de soldats de se laisser glisser et franchir l’obstacle en un minimum de temps, simplement en se laissant glisser.
Cette technique a été développée par les Britanniques. En 1942, les premières descentes ont été créées à Achnacarry en Écosse. 
Les exercices militaires, même dans les années 1950, étaient avec une roulette et peu sécurisés, car il fallait lâcher au coup de sifflet au-dessus d'un tas de sable en roulé-boulé à l'analogue des sauts en parachute hémisphériques de l'époque. Il y eut quelques accidents dont de rares mortels, une personne n'osant pas lâcher ayant percuté le pylône inférieur.
Aujourd'hui cette discipline, notamment depuis son extension aux loisirs, est devenue très sécurisée.

## Développement en Belgique
En 1958, Jean Militis, alors capitaine, améliora la technique du death-ride au Centre de Commandement des Commandos de l’armée belge situé à Marche-les-Dames. Lors de sa direction du centre, un death-ride jusqu’à 100 mètres de haut a été installé.

## Activité de loisir à sensations
La technique a été reprise par la suite à des fins ludiques récréatives pour offrir des sensations au public lors d’installations provisoires ou permanentes, comme les parcours acrobatiques en hauteur.
L'un d'entre eux démarre depuis le sommet de l'Atomium de Bruxelles.
La tyrolienne du Viaduc de la Souleuvre, baptisée "Scabble", utilise une poulie sur un seul gros câble, mais est d'une pente similaire à une taggle rope.

## Conditions de sécurité
- Les points d’accrochages haut et bas doivent être adaptés aux contraintes de résistance et de sécurité requises par cette activité.
- L’installation doit être agréée par un organisme officiel de  certification.
- Le personnel d’encadrement minimum obligatoire : un moniteur qui accroche au point haut, deux freineurs avec leur corde, un principal et un de secours.

## Matériel
- corde porteuse
- corde frein principal
- corde frein de secours équipée d’un mousqueton de pompier

## Équipement de sécurité
- harnais agréé
- longe de sécurité
- mousqueton de type pompier en acier ou en aluminium et poignée pour les mains

## Vidéos
- Death-ride depuis le haut de l'Atomium à Bruxelles en Belgique
- Death-ride au parc aventure Bouillon en Belgique

## Sources
- "L'histoire du death-ride au Parc Aventure Bouillon et en général"  par Semois Aventure
- Commandos, tome III, le régiment commando 1942-1952, Guy Pierpont, 1958
- Jean Militis : Être et durer, les leçons d’une vie d’épreuves et d’action René-Philippe Dawant, Weyrich Éditions, 2004